# CST7
CST7 (англ. Cystatin F) — білок, який кодується однойменним геном, розташованим у людей на короткому плечі 20-ї хромосоми. Довжина поліпептидного ланцюга білка становить 145 амінокислот, а молекулярна маса — 16 454.
| 10         |  | 20         |  | 30         |  | 40         |  | 50         |
| ---------- |  | ---------- |  | ---------- |  | ---------- |  | ---------- |
| MRAAGTLLAF |  | CCLVLSTTGG |  | PSPDTCSQDL |  | NSRVKPGFPK |  | TIKTNDPGVL |
| QAARYSVEKF |  | NNCTNDMFLF |  | KESRITRALV |  | QIVKGLKYML |  | EVEIGRTTCK |
| KNQHLRLDDC |  | DFQTNHTLKQ |  | TLSCYSEVWV |  | VPWLQHFEVP |  | VLRCH      |

A: Аланін

C: Цистеїн

D: Аспарагінова кислота

E: Глутамінова кислота

F: Фенілаланін

G: Гліцин

H: Гістидин

I: Ізолейцин

K: Лізин

L: Лейцин

M: Метіонін

N: Аспарагін

P: Пролін

Q: Глутамін

R: Аргінін

S: Серин

T: Треонін

V: Валін

W: Триптофан

Кодований геном білок за функціями належить до інгібіторів протеаз, інгібітор тіолових протеаз.
Локалізований у цитоплазмі.
Також секретований назовні.